# میا اورمویچ
میا اورمویچ (انگلیسی: Mia Oremović؛ ۳۱ ژوئیهٔ ۱۹۱۸ – ۲۴ ژوئیهٔ ۲۰۱۰) یک هنرپیشه اهل کرواسی بود.
از فیلم‌ها یا برنامه‌های تلویزیونی که وی در آن نقش داشته است می‌توان به یک‌شنبه اشاره کرد.